# 上杉周大
上杉 周大（うえすぎ しゅうた、1982年〈昭和57年〉2月11日 - ）は、日本の歌手、シンガーソングライター、ローカルタレント。THE TON-UP MOTORSのボーカル。血液型はO型。北海道札幌市北区新川出身。既婚。愛称は、ウエスギ専務、専務。

## 来歴
- 1994年 - 札幌市立新琴似南小学校卒業[2][1]。
- 1997年 - 札幌市立新川中学校卒業[3][1]。
- 2000年 - 北海道札幌篠路高等学校卒業[4][1]。
- 同年 - THE TON-UP MOTORSを結成。結成当時はサポートメンバー[1]。
- 2005年 - 札幌学院大学商学部卒業[5][1]。
- 2014年 - 北海道エリアのジェームス特命宣伝部長に任命[6]。
アミューズメント複合施設スガイディノス「夏ハッピー祭　60周年」スペシャルサポーターに就任[7]。
- 2015年 - 映画「新選組オブ・ザ・デッド」出演。
- 2016年 - 北海道・幌加内町「そばの里大使」に就任[1]。
- 同年 - THE TON-UP MOTORS活動休止。
- 2017年 - 6月、事務所「MONSTARdesign」へ移籍。役場レーベルとして「幌加内製音所」発足し、8月、イメージソング「ソウルソゥバッ！」リリース。ホッカイドウ競馬オフィシャルサポーターに就任、以後毎年イメージソングを制作。
- 2019年 - 2月、北海道の民放5局とNHK札幌放送局による共同キャンペーン『One Hokkaido Project』のキャンペーンソングに参加[8]。
- 2020年 - 5月、新型コロナによる地域医療を守るために北海道で企画された『エールを北の医療へ！』キャンペーンのオフィシャル応援ソングとして『部屋着』を発表[9][10]。

## 人物
- 髭が頬だけにある。
- かつては、上杉“リトル＝ウルフ”周大名義でバンド活動していたが、現在では本名に戻して活動している。「ブギウギ専務」の影響によりブギウギ専務、ウエスギ専務とも呼ばれている。
- 父親は公務員[11]。兄がいる。
- おじは、岩見沢市栗沢町北幸穂のラーメン店「 醤油屋本店・別館おとん食堂 栗沢本店 」の前店主[12][13]。現在の店主は、おじの次女[14]。
- 中学時代、バスケ部に所属していた[15]。
- 東京に自宅を持っている[16]。

## ディスコグラフィ

### シングル
| 枚  | 発売日        | タイトル         | 規格品番     | 最高位 |
| --- | ------------- | ---------------- | ------------ | ------ |
| 1st | 2014年7月2日  | ファイターズ讃歌 | VPCC-82317   | 169位  |
| 2nd | 2015年8月23日 | サマーデイズ     | 配信限定     |        |
| 3rd | 2017年8月2日  | ソウルソゥバッ！ | HRKN-0001    |        |
| 4th | 2018年7月27日 | 明日よりも速く   | 配信シングル |        |
| 5th | 2019年6月15日 | 燃える流星       | 配信シングル |        |
| 6th | 2019年7月27日 | 陽炎             | 配信シングル |        |
| 7th | 2022年4月28日 | 参ろう           | 配信シングル |        |
| 8th | 2022年5月28日 | 正しき馬鹿       | 配信シングル |        |
| 9th | 2022年6月30日 | 燃えた焦げた     | 配信シングル |        |

### アルバム
| 枚  | 発売日         | タイトル          | 規格品番   | 規格品番   | 最高位 |
| 枚  | 発売日         | タイトル          | CD+DVD     | CD         | 最高位 |
| --- | -------------- | ----------------- | ---------- | ---------- | ------ |
| 1st | 2015年11月11日 | You Are The MAN!! | VPCC-80676 | VPCC-81853 | 83位   |
| 2nd | 2018年11月23日 | Hit The Road      |            | MDCU-0001  |        |

### ミニアルバム
| 枚  | 発売日       | タイトル | 規格品番  | 最高位 |
| 枚  | 発売日       | タイトル | CD        | 最高位 |
| --- | ------------ | -------- | --------- | ------ |
| 1st | 2020年4月4日 | Shake it | MDCU-0002 |        |

### 配信限定EP
| 枚  | 発売日        | タイトル                   |
| --- | ------------- | -------------------------- |
| 1st | 2021年4月14日 | ワオッ！（３曲入り配信EP） |

### 未発売
| 枚  | 発表日        | タイトル | 備考                                                                                 |
| --- | ------------- | -------- | ------------------------------------------------------------------------------------ |
| 1st | 2020年5月21日 | 部屋着   | YouTube内の北海道公式アカウント及び、所属事務所MONSTARdesign公式アカウントで視聴可能 |

### 参加作品
| 枚  | 発売日                                                   | タイトル   | 名義                 | 発売元       |
| --- | -------------------------------------------------------- | ---------- | -------------------- | ------------ |
| 1st | 2019年2月20日（デジタル配信） 2019年3月6日（CDシングル） | 私たちの道 | One Hokkaido Project | WESS RECORDS |

### タイアップ
| 楽曲                      | タイアップ                                                                   | 時期    | 収録作品                         |
| ------------------------- | ---------------------------------------------------------------------------- | ------- | -------------------------------- |
| イエス!ソウルミュージック | STV『ブギウギ専務』エンディングテーマ                                        | 2015年] | 1stアルバム『You Are The MAN!!』 |
| That's My Way             | ホッカイドウ競馬 CMソング                                                    | 2017年  | 2ndアルバム『Hit The Road』      |
| 明日よりも速く            | ホッカイドウ競馬 CMソング、STV『ブギウギ専務』エンディングテーマ             | 2018年  | 2ndアルバム『Hit The Road』      |
| 燃える流星                | ホッカイドウ競馬 CMソング、STV『ブギウギ専務』エンディングテーマ             | 2019年  | 配信シングル                     |
| 陽炎                      | STV『ブギウギ専務』エンディングテーマ                                        | 2019年  | 配信シングル                     |
| 部屋着                    | 北海道地方医療寄附プロジェクト『エールを北の医療へ！』オフィシャル応援ソング | 2020年  | 未発売                           |
| 燃える流星                | ホッカイドウ競馬 2019年度CMソング                                            | 2019年  | 配信シングル                     |
| スタートライン            | ホッカイドウ競馬 2020年度CMソング                                            | 2020年  | ミニアルバム「Shake it」         |
| ストーリー                | ホッカイドウ競馬 2021年度CMソング                                            | 2021年  | EP「ワオッ!」                    |
| 参ろう                    | ホッカイドウ競馬 2022年度CMソング                                            | 2022年  | 配信シングル                     |
| 最前列                    | ホッカイドウ競馬 2023年度CMソング                                            | 2023年  | 配信シングル                     |
| ホラ キラキラ             | ホッカイドウ競馬 2024年度CMソング                                            | 2024年  |                                  |

## 出演

### テレビ
- ブギウギ専務（札幌テレビ放送、2007年7月4日　- 2013年03月31日、2015年4月4日- 2024年3月29日)
  - ブギウギ係長（札幌テレビ放送、2009年1月10日 - 2009年6月27日）
  - マハトマパンチ「流れ星雁太郎」（札幌テレビ放送、2013年4月7日 - 2015年3月29日）
- 24時間テレビ 「愛は地球を救う」（日本テレビ系列、札幌テレビ放送、2007年 - 現在、STVホール）
北海道パーソナリティ
- 第29回全国高等学校クイズ選手権 北海道大会（北海道百年記念塔前野幌森林公園芝生広場、2009年8月8日）（札幌テレビ放送、8月29日）
地区大会パーソナリティ「ウエスギ専務御一行」として登場。
- SUPER SURPRISE（日本テレビ、2009年12月8日(火)）
「『くされえん珍道中』大泉洋と札幌編」で全国ネット放送で初出演。
- トンデモ人間大百科（TBSテレビ、2011年6月29日）
- E-Girlsが!モンクの叫び（TBSテレビ、2011年10月18日(金) - 2012年9月21日(金)） - ナレーションを担当。
- 秘密のケンミンSHOW（日本テレビ、2012年8月16日）
「辞令は突然に…」second season ～奥様はさすらいの女子アナ編～にブギウギ専務役として出演。
- 北海道からはじ○TV return 2時間生放送ゴールデンスペシャル（北海道文化放送、2018年3月20日）
- めざましテレビ「ココ調」(フジテレビ、2018年7月18日)
- ピエール瀧のしょんないTV（静岡朝日テレビ、2018年12月13日）
- 知るほど!なるほど!北海道（札幌テレビ放送、2020年7月 -）
- 北海道ゴハット（北海道文化放送、2024年3月12日、11月5日）
- どさんこWEEKEND（札幌テレビ放送、2024年4月6日 - ）

### ラジオ
- スーパーヒットチャートなまらん（STVラジオ、2006年12月） - インディーズアーティストを紹介するコーナー「BeAmbitious!!」がきっかけにより冠番組『ブギウギ専務』の放送が誕生した。
- ブギウギ専務の俺の血が騒ぐ!!（STVラジオ、2010年10月7日 - 2011年3月）
毎週木曜日（19:30-20:00） ／ 再放送：毎週日曜日（24:30 - 25:00）
- アタックヤング（STVラジオ、2011年4月7日 - 2016年3月31日）
毎週木曜日（24:00 - 25:00）
- ブギ専ラジオ（STVラジオ、2016年4月4日 - 2021年3月22日 ）
毎週月曜日（21:30 - 21:50）
- サタデーナイトステーション ラジオ上杉（STVラジオ、2024年10月5日 - ）
毎週土曜日（19:00 - 21:00）

### CM
- サッポロ飲料「生粋」（2008年 - 2009年） - テレビ・ラジオ
- セイコーマート
  - 「クラブポイントカード」（2013年） - 佐藤綾里と共演。
  - 「ホットシェフ カツ丼」（2013年）
  - 「厚切りピザトースト」（2014年）
- 学校法人経専学園（2013年 - ）
- キリンビバレッジ「FIRE 北海道限定ミルクテイスト」（2014年）
- ジェームス（北海道のみ、2014年）
- エステー「脱臭炭」（2015年）-藤田玲と共演 [19]
- サントリー「BOSSプレミアムボスリミテッド」（北海道のみ、2017年）
- サントリー「ボス北海道オリジナルブレンド」（北海道のみ、2017年）
- トヨタカローラ店 北海道店（北海道のみ、2017年～)
- トラックファイブ - ラジオ
- 北海道グリーンランド（2018年）
- 常口アトム（2020年 - 2022年10月）
- リノベーション（2021年）

### 映画
- 新選組オブ・ザ・デッド（2015年） - 風吉 役

### 舞台
- Live-Musical-Stage『チャージマン研!』2023（2023年12月23日 - 31日、新宿FACE） - ジュラル星人 役[20]

### MV
- One Hokkaido Project「私たちの道」[21]